# Henri Donze
Henri Donze, né le 11 octobre 1912 au Canada et mort le 25 juin 2002 à Annecy, est un évêque catholique français, évêque de Tulle du 26 janvier 1962 au 11 février 1970 et évêque de Tarbes et Lourdes du 12 février 1970 au 25 mars 1988.
Il a participé au concile Vatican II.